# L'ultimo testimone (Yo Yo Mundi)
L'ultimo testimone è l'ultimo EP degli Yo Yo Mundi, pubblicato nel 2006.

## Tracce
1. L'ultimo testimone (Inchiostro Electro Concept) - 4:02
2. La casa del freddo (Resistenza version) - 4:28
3. La moglie di Alfredo. Ci siamo liberati da soli - 3:36
4. L'ultimo testimone (Filo che si spezza Electro Concept) - 4:45
5. Se muoio stanotte. Ettore alla battaglia di Porta Lame - 7:06

## Formazione

### Gruppo
- Paolo Enrico Archetti Maestri
- Andrea Cavalieri
- Fabio Martino
- Eugenio Merico
- Fabrizio Barale

### Altri musicisti
- Maury degli Eiffel 65 - remix (1-4)
- Jeffrey degli Eiffel 65 - remix (1-4)
- Luca Olivieri - pianoforte (3)
- Paola Tomalino - voce recitante (2)
- Laura Bombonato - voce recitante (3)
- Fabrizio Pagella - voce recitante (5)

## Curiosità
- Di questo EP è uscita una versione a tiratura limitata che contiene, oltre al cd con il videoclip, anche un dvd con altri extra (in particolare un backstage che racconta l'avventura della realizzazione del videoclip).
- Il videoclip de L'ultimo testimone è stato realizzato dagli allievi del corso di "Regia televisiva e videoclip" edizione 2005, tenutosi ad Alessandria.